# De fem dagarna i Milano
De fem dagarna i Milano (italienska: Cinque giornate di Milano) var ett väpnat uppror som ägde rum i den italienska staden Milano mellan den 18 och 22 mars 1848. Upproret var riktat åt den österrikiska kontrollen av staden och slutade med att den österrikiske befälhavaren, Josef Radetzky, tvingades utrymma Milano. Revolten kom sedan att bli startskottet för första italienska frihetskriget.